# Řebříček obecný
Řebříček obecný (Achillea millefolium) je vytrvalá bylina, 20 cm až 80 cm vysoká z čeledi hvězdnicovitých. Latinské jméno (Achillea) připomíná bájného hrdinu Achilla, po němž byla rostlina pojmenována. Ten údajně ošetřoval pomocí řebříčku krvavé rány utržené v trojské válce. České jméno vzniklo podle tvaru lístků, připomínajících starý žebřík pouze s jedním středovým ráhnem. Lidově je znám též jako husí jazýček, zaječí chléb, Achillova bylina, žebřík, myší ocásek.

## Popis rostliny
Jedná se o vytrvalou bylinu, která je 20 až 80 cm vysoká a má plazivý oddenek. Lodyha je chlupatá, přímá, jednoduchá a hustě listnatá. Listy jsou přisedlé, střídavé, 2 krát až 3 krát peřenosečné, v obrysu kopinaté.
Květenstvím je chocholík (4–10 cm v průměru), složený z drobných úborů. Každý úbor je složen asi z dvaceti trubkovitých květů žlutavé barvy a pěti bílých nebo narůžovělých jazykovitých květů na obvodu.
Plody jsou stříbrošedé nažky. Rostlina kvete od června do října.

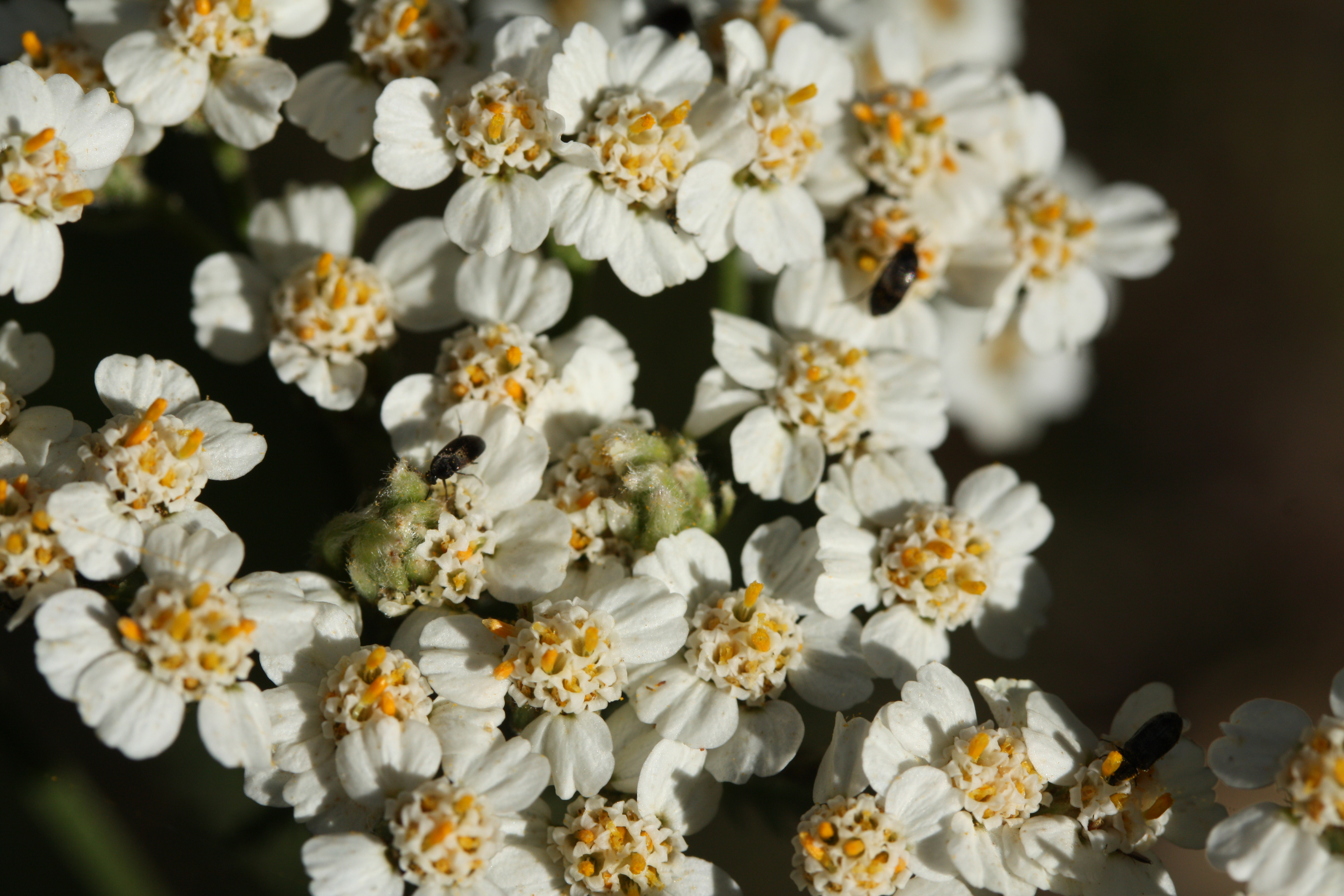
Detail květenství
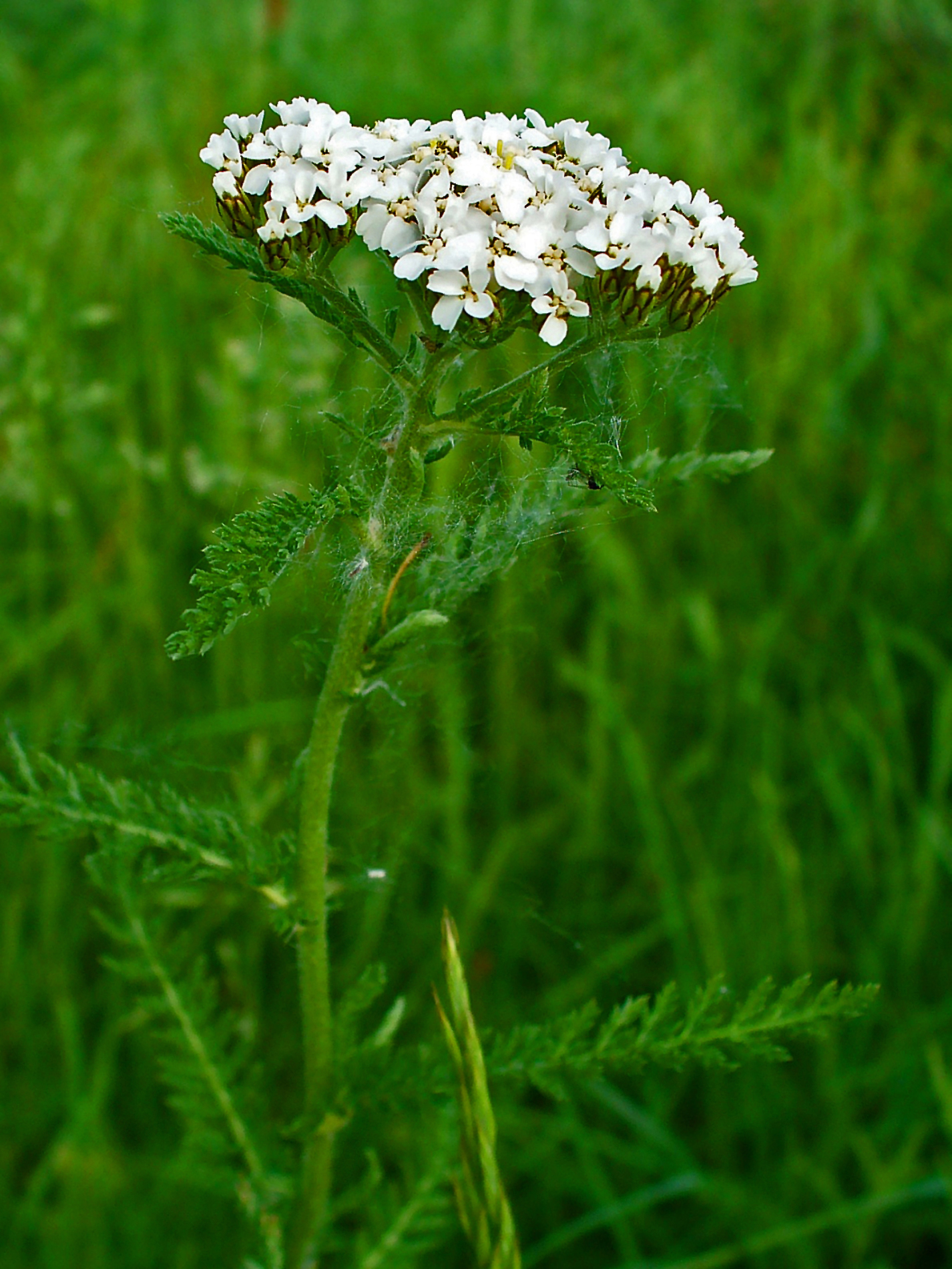
Řebříček obecný
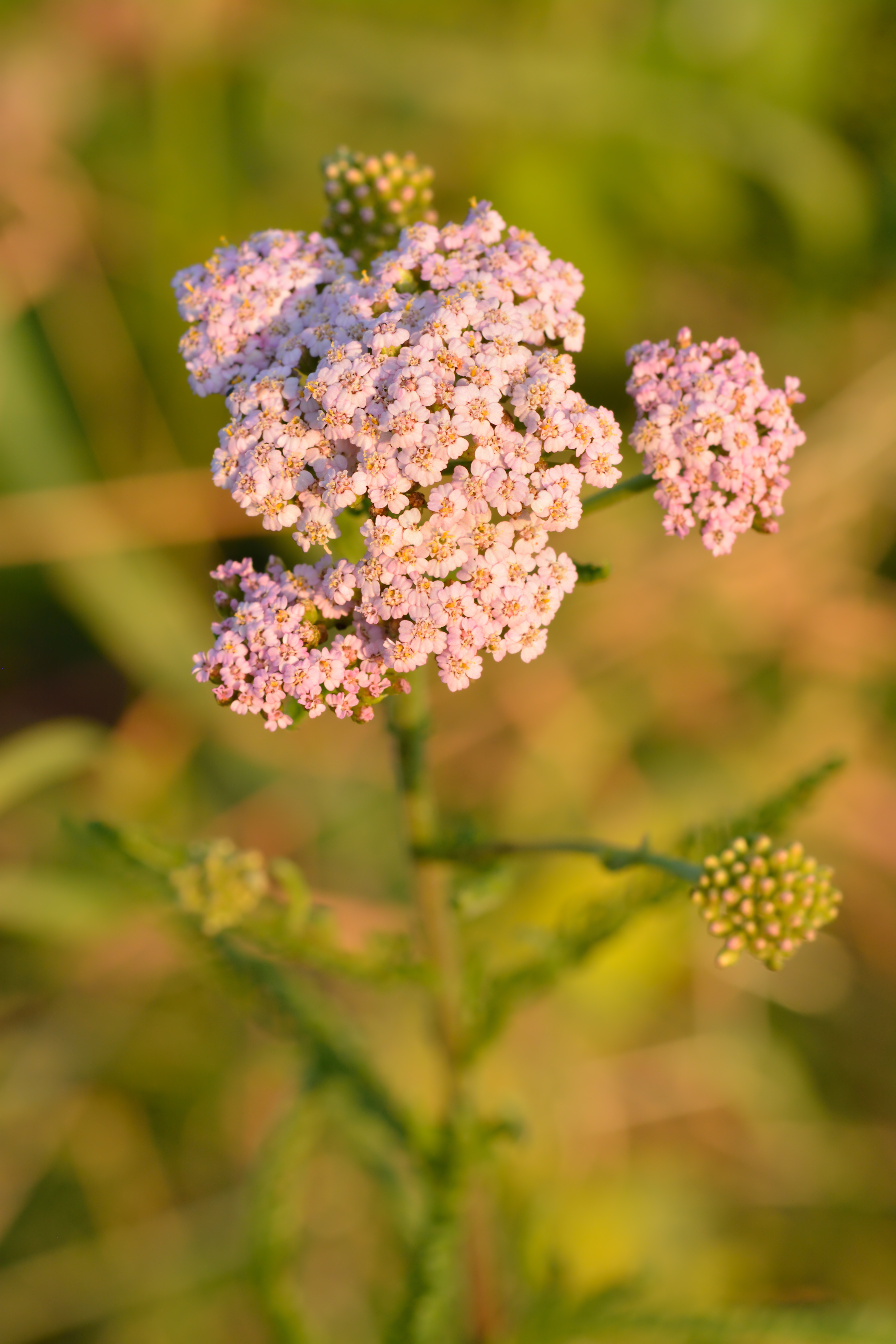
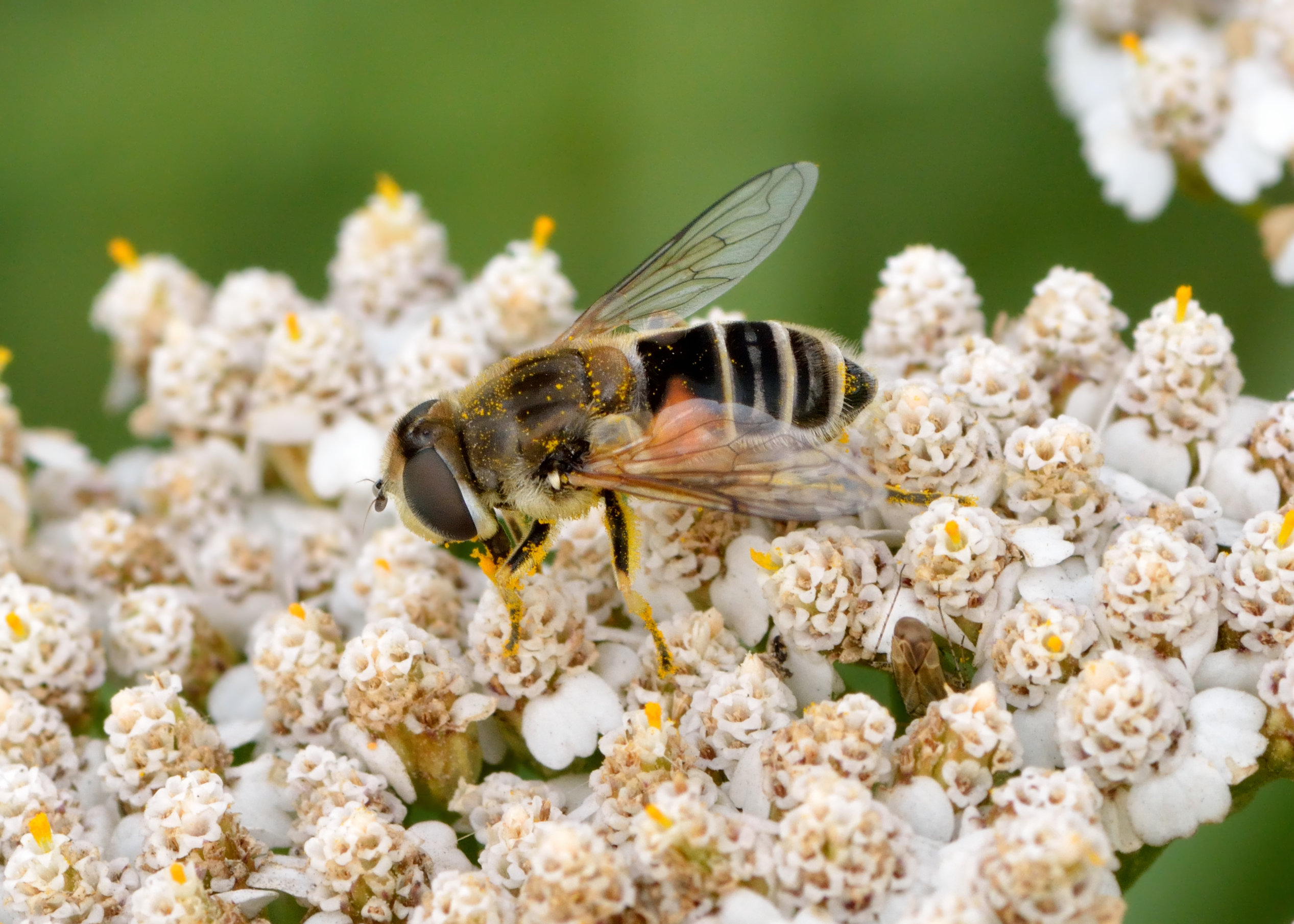

## Výskyt
Řebříček obecný není náročný na půdní podmínky, ale dává přednost sušší písčité nebo kamenité půdě.
Roste na mezích, loukách, polích, rumištích, u cest, na okrajích lesů od nížin po horské oblasti.
Téměř kosmopolitní druh je rozšířen po celé Evropě a Asii, zavlečen je i do Austrálie, Severní Ameriky a na Nový Zéland.

## Léčitelství

### Účinné látky a působení
Je to tradiční léčivá bylina která obsahuje hlavně silici s azulénem (obsah kolísá v závislosti na počasí, stanovišti atd.), hořčiny, alkaloidy, flavonoidy, třísloviny a další.
V lidovém léčitelství se používá na zlepšení chuti k jídlu, povzbuzuje vylučování žaludečních šťáv a zvýšení tvorby žluče, čímž zlepšuje trávení.
Působí močopudně, desinfekčně, antisepticky, utišuje kašel, podporuje hojení a kladně působí i na krevní oběh.
Účinně tlumí krvácení a potlačuje křečovité bolesti během menstruace.  
Sbírá se kvetoucí nať (Herba millefolii), nebo květní úbory před rozkvětem (Flos millefolii).

### Užití
Obvyklé je užití ve formě nálevu, nebo jako přísada do koupelí. Rozmačkaná čerstvá nať nebo spařená sušená nať se přikládá na nežity a zánětlivé otoky. Někdy se doporučuje i jako afrodisiakum; jednu nebo dvě hodiny před pohlavním stykem se vypije odvar nebo se žvýká stonek.
Využívá se při výrobě likérů, a to jako přísada v absintu a vermutu. I ze samotného řebříčku se vyrábí sladký i hořký likér. Osvědčil se též jako velice účinný repelent proti komárům.

## Nežádoucí účinky
Drogy řebříčku nejsou úplně neškodné. Při vyšších dávkách nebo dlouhodobém užívání se mohou objevit vyrážky, závratě, bolesti hlavy a pocit omámení.
Řebříčky (Achillea L.) mohou zavinit otravy hospodářských zvířat, jsou-li obsaženy v čerstvé píci ve větším množství; poruchy byly zjištěny hlavně na ústředním nervstvu, srdci, plicích, ledvinách a na ústrojí trávicím.

## Zajímavosti
Řebříček je považován za rostlinu magickou, a to zvláště v Číně. Od pradávna byl využíván při věštbách pomocí knihy I-ťing neboli Knihy proměn. Pokud je držen v ruce, zbavuje strachu a dodává odvahy, chrání svého nositele.

## Seznam poddruhů
- Achillea millefolium subsp. millefolium
  - Achillea millefolium subsp. millefolium var. millefolium
  - Achillea millefolium subsp. millefolium var. alpicola
  - Achillea millefolium subsp. millefolium var. borealis
  - Achillea millefolium subsp. millefolium var. californica
  - Achillea millefolium subsp. millefolium var. occidentalis
  - Achillea millefolium subsp. millefolium var. pacifica
  - Achillea millefolium subsp. millefolium var. puberula
  - Achillea millefolium subsp. millefolium var. rubra
- Achillea millefolium subsp. chitralensis
- Achillea millefolium subsp. sudetica – Řebříček obecný sudetský[12]